# Gənclik
Gənclik är en av Bakus tunnelbanas stationer på röda linjen (Linje 1). Den öppnade 6 november 1967.